# L 168-9
L 168-9, officiellt kallad Danfeng, är en ensam stjärna belägen i norra delen av stjärnbilden Tukanen. Den har en skenbar magnitud av ca 11,02 och kräver ett teleskop för att kunna observeras. Baserat på parallax enligt Gaia Data Release 3 på ca 39,71 mas beräknas den befinna sig på ett avstånd av ca 82,1 ljusår (ca 25,2 parsec) från solen. Den rör sig bort från solen med en heliocentrisk radialhastighet av ca 29,5 km/s.

## Nomenklatur
Beteckningen L 168-9 kommer från Luytens första katalog över stjärnor med hög egenrörelse.
I augusti 2022 ingick  stjärnan bland 20 objekt som skulle namnges i IAU:s tredje NameExoWorlds-projektet. De godkända namnen, föreslagna av ett team från Kina, tillkännagavs i juni 2023. L 168-9 gavs namnet Danfeng och dess planet Qingluan, efter mytologiska fåglar i det forntida Kina.

## Egenskaper
L 168-9 är en röd dvärgstjärna i huvudserien av spektralklass M1 V. Den har en massa av ca 0,61 solmassa, en radie av ca 0,60 solradie och utsänder energi från dess fotosfär motsvarande ca  0,072 gånger solen vid en effektiv temperatur av ca 3 800 K.

## Planetsystem
Exoplaneten L 168-9 b upptäcktes 2020 med hjälp av TESS. Vid upptäckten ansågs denna terrestra superjord ha ungefär 4,6 gånger massan och 1,39 gånger jordens radie och en beräknad jämviktstemperatur på 965 K (692 °C). L 168-9 b är föremål för observation och atmosfärisk karakterisering med James Webb Space Telescope, och har observerats som ett av dess första mål. 
En nyare studie förfinade planetparametrarna för L 168-9 b. Den senare forskningen fann en lägre massa på 4,07 jordmassor och en högre radie på 1,63 gånger jordradien. Dessa parametrar innebär en lägre densitet på 5,18 g/cm3, i motsats till det tidigare värdet på 9,6 g/ cm3. Med tanke på planetens lägre densitet har den mer sannolikt en ren stensammansättning, snarare än en 50 procent järnkärna och 50 procent silikatmantel som tidigare föreslagits. Omloppsparametrarna visar liten variation, medan jämviktstemperaturen uppdaterades till 998 ± 39 K.
Transmissionsspektra av kombinerade nära- och mellaninfraröda observationer av James Webb rymdteleskop visade inga atmosfäriska egenskaper. Det krävs dock ytterligare observationer för att utesluta en tjock (100 bar) koldioxidatmosfär, vilket också kan förklara uppgifterna.
| Planet        | Massa          | Halv storaxel (AE) | Siderisk omloppstid (d) | Excentricitet | Inklination   | Radie            |
| ------------- | -------------- | ------------------ | ----------------------- | ------------- | ------------- | ---------------- |
| b (Quingluan) | 4,07 ± 0,45 M🜨 | 0,0208 ± 0,0006    | 1,40153 ± 0             | <0,21         | 84,27 ± 1,01° | ca 1,63 ± 0,14 🜨 |